# Онопрієнко Максим Федорович
Максим Федорович Онопрієнко (22 листопада 1906, хутір Рудка Марківської волості Лебединського повіту Харківської губернії, тепер Білопільського району Сумської області — 1941, пропав безвісти) — український радянський діяч, новатор сільськогосподарського виробництва, завідувач молочнотоварної ферми колгоспу імені Сталіна хутора Рудки Марківської сільради Штепівського району Харківської (тепер — Сумської) області. Депутат Верховної Ради СРСР 1-го скликання.

## Життєпис
Народився 22 листопада 1906 року в бідній родині селян Федора Івановича та Єлисавети Андріївни Онопрієнко. У семирічному віці втратив батьків, був пастухом. З 1920-х років працював у сільському господарстві. Служив у Червоній армії, був снайпером.
З 1930 року — колгоспник, з 1932 року — завідувач молочнотоварної племінної ферми колгоспу імені Сталіна хутора Рудки Марківської сільради Штепівського району Харківської (тепер — Сумської) області.
12.грудня 1937 року вибраний депутатом Верховної Ради СРСР 1-го скликання від Лебединського виборчого округу Харківської області;
У 1938 році отримав від корови—рекордистки «Лєнти» 12 633 літра молока при щоденному надої 64,75 літра, а від кожної фуражної корови — по 5400 літрів молока.
Член ВКП(б).
З 1941 року — в Червоній армії, учасник німецько-радянської війни. Служив військовим комісаром роти, яка знаходилася у розпорядженні Військової ради Південно-Західного фронту. Пропав безвісти у грудні 1941 року.

## Звання
- політрук

## Нагороди
- орден Леніна (7.02.1939)